# 贝利号驱逐舰 (DD-492)
贝利号驱逐舰（英語：USS Bailey，舷号：DD-492），是美国海军于第二次世界大战期间建造的一艘本森级驱逐舰，其舰名取自美墨战争和南北战争期间的西奥多勒斯·贝利海军少将。贝利号在科曼多尔群岛海战中表现出色并因此荣获海军单位嘉奖，为本森级中唯一在太平洋战场获得该荣誉的舰船。
贝利号驱逐舰由少将的孙女马里·德佩斯特·查尔斯（Mary De Peyster Charles）冠名，于1941年1月29日在纽约州伯利恒斯塔滕岛造船厂铺设龙骨，随后于同年12月19日下水。1942年5月11日，该舰正式服役，加入美国太平洋舰队。

## 设计与装备
早期本森级驱逐舰的船体与辛姆斯级驱逐舰相似，但尺寸的提升使得该舰可额外负载50至60吨。为避免局部受损导致全舰瘫痪，本森级配备了两套锅炉与烟囱系统，为该级明显特征。由于2,100吨新型驱逐舰弗莱彻级产量不及预期，随着战争的临近，本森级于1940年12月再次投产，贝利号即属于该批复产舰船。该舰建造时解决了部分早期本森级驱逐舰反映出的问题，拆除了后鱼雷发射管和3号主炮塔并装备了1座四联装28毫米75倍径高射机炮。随着战争的进行，该舰防空火力也获得了提升，四联装28毫米高射机炮被替换为博福斯40毫米高射炮，厄利孔20毫米机炮数量也有所增加。

## 服役历史
加入太平洋舰队后，贝利号作为护航船只跟随第8特遣舰队前往阿留申群岛。1943年1月12日，她为阿姆奇特卡岛的登陆行动提供支援。3月26日，她参加了科曼多尔群岛海战。当天清晨7时许，美军舰队使用雷达发现日军舰队，8时38分，瞭望员确认日军舰队组成，但将1艘运输船识别为驱逐舰，5分钟后，日军重巡洋舰开火，海战爆发。贝利号于8时45分首次开火，随后以35节航速高速接近敌舰。10时20分，她返回美军舰队附近布置烟幕掩护受损的盐湖城号重巡洋舰，该行动也导致其暴露于敌轻巡洋舰视野中，于10时46分被跨射。12时许，贝利号在发动鱼雷突袭途中被多枚炮弹连续命中，12时4分日军撤退。炮击击穿了贝利号前锅炉室和右引擎室，前者由损管小组迅速处置，但后者在高速航行状态下难以完全修复，只能使用水泵减缓进水速率。爆炸和进水导致舰上所有炮塔和火控系统断电，右引擎停止工作，为平衡船体配重，右侧导轨上的深水炸弹也在插入保险后被抛弃。此后，贝利号继续使用左引擎机动，舵机、火炮系统等则转为人工直接操控。
战役期间，贝利号使用主炮数次命中日军旗舰那智号重巡洋舰，但自身也被多枚8英寸（200）炮弹直接击中，造成舰上5人阵亡，6人负伤，她也因在没有飞机、烟幕掩护的情况下实施了美军驱逐舰小队唯一一次鱼雷攻击而被授予海军单位嘉奖。此后，贝利号先驶往阿拉斯加州荷兰港接受紧急维修，后于4月8日抵达马雷岛海军造船厂大修。10月16日，贝利号完成维修返回珍珠港，此后直至1944年10月，她都在太平洋战区各战场执行火力支援、雷达警戒和护航任务。在此期间，她先后参与了1943年11月20日至12月7日于塔拉瓦环礁、1944年1月30日至2月29日于马绍尔群岛、6月15日至7月28日于马里亚纳群岛的登岛作战。贝利号较为顺利地执行了这些任务，仅遇到SG雷达因主炮开火震荡失灵、与登陆部队通信不畅导致火力支援滞后等少数意外。
9月15日至10月2日，贝利号于帕劳群岛执行其雷达警戒任务。10月1日晚上20时40分，贝利号遭到3架日军飞机扫射，致使舰上2人阵亡、十余人负伤，多处设施断电。5分钟后，2架敌机再次发动袭击，又导致5人阵亡、2人负伤，数门防空炮的炮组失去战斗力。20时53分，1架敌机发动了最后一次空袭，造成舰上船员1死1伤。首轮空袭期间，由于贝利号周边海域存在友方夜间战斗机活动并被划定为“绿色管控”（Control Green）区，舰长认为在该指令下不能动用防空火力，直至第二轮空袭前“绿色管控”解除后才开始对空反击，这一决定引起了各级指挥官对火力限制解除机制的讨论。时任第三舰队总司令的威廉·哈尔西海军上将于1945年1月3日对作战报告的补充说明中认为，贝利号舰长与负责夜间战斗机调度的指挥官都存在问题，前者在船只遭到近距离空袭威胁时应当开火以阻止来自敌方或友方的攻击，后者也不应将夜间执勤的飞机调遣至友军船只附近，造成对飞行员与船只的双重风险。在完成紧急维修后，贝利号于10月25日抵达马雷岛海军造船厂维修。
12月24日，贝利号抵达珍珠港加入舰队，随后分别于1945年3月10日至4月10日和4月27日至7月22日支援棉兰老岛和婆罗洲的登陆作战。8月至11月，她驻留西太平洋海域训练。12月11日，贝利号返回马萨诸塞州波士顿登记停用，随后于1946年5月2日在南卡罗来纳州查尔斯顿退役。1968年6月1日，贝利号自美国海军退役，1969年11月4日，她在佛罗里达州外海被作为靶舰击沉。

## 荣誉
贝利号于第二次世界大战中获得海军单位嘉奖和9枚战斗之星：
| 战役或行动         | 日期（包含期间各任务段） |
| ------------------ | ------------------------ |
| 阿留申群岛战役     | 1943年3月26日            |
| 吉尔伯特群岛战役   | 1943年11月20日至12月8日  |
| 马绍尔群岛战役     | 1944年1月31日至3月2日    |
| 马里亚纳群岛战役   | 1944年6月15日至7月27日   |
| 攻占天宁岛         | 1944年7月24日至27日      |
| 加罗林群岛西部战役 | 1944年9月6日至10月14日   |
| 莱特湾海战         | 1944年10月20日           |
| 巩固菲律宾南部战线 | 1945年3月10日至11日      |
| 婆罗洲战役         | 1945年4月27日至7月10日   |

## 历任舰长
| 姓名       | 译名                   | 军衔 | 任职时间                   |
| ---------- | ---------------------- | ---- | -------------------------- |
|            | 小富兰克林·杜克·卡恩斯 | 少校 | 1942年5月11日              |
|            | 约翰·康纳·阿特基森     | 少校 | 1942年7月4日               |
|            | 马尔科姆·汤森·芒格     | 中校 | 1943年6月3日               |
|            | 亚瑟·斐迪南·约翰逊     | 中校 | 1944年12月6日-1946年5月2日 |
| 参考文献： |                        |      |                            |